# Сибакадемстрой
ООО «Сибакадемстрой» (Брусника. Сибакадемстрой) — строительная компания из Новосибирска. Основана в 1948 году. Специализируется на строительстве городского многоэтажного жилья. Имеет устойчивую производственную программу и является лидером новосибирского строительного рынка по объёмам ввода по итогам пяти лет. Входит в компанию Брусника.
До 2018 года компания работала под именем Сибакадемстрой, сейчас — Брусника. Сибакадемстрой. Изменение имени связано с укрупнением застройщика и созданием единой филиальной сети компании Брусника в городах — Тюмень, Новосибирск, Екатеринбург, Сургут, Москва.
В 2012 году объём сданного жилья составил 26 000 м2, завершено строительство жилого комплекса «Молодёжный» в микрорайоне «Родники» и дома на улице Сиреневой.
В 2013 году показатель построенного жилья в Новосибирске достиг 95 000 м2.
В 2014 году компания сдала 118 032 м2, став, таким образом, лидером Новосибирской области по количеству введённого в эксплуатацию жилья. За год были сданы 14 домов в трёх проектах в Новосибирске: 9 домов в микрорайоне «Европейский Берег» (застройщик продолжает строительство следующих очередей), 4 дома в жилом комплексе «Миргород» (сдал проект полностью), один дом — первая очередь строительства проекта — в квартале «На Декабристов».
В 2015 году компания продолжила работу над микрорайоном «Европейский Берег», кварталами «На Декабристов», «Панорама» и «Дунаевский». В феврале этого года уже сдала 4 дома в «Европейском береге».
В сентябре 2015 года компания «Сибакадемстрой» открыла Инженерный центр — первую за Уралом площадку для апробации технологий на домонтажном этапе и повышения качества строительства. В Инженерном центре застройщик совместно с участниками строительного процесса отрабатывает и совершенствует технические решения, которые применяются в проектах Сибакадемстрой. Инженерный центр открыт и для посетителей.
В 2017 году компания продолжает строительство микрорайона «Европейский Берег» в Октябрьском районе Новосибирска, кварталов «На Декабристов» и «Панорама» в Кировском районе и «Дунаевский» в Калининском.
В октябре 2018 года в Новосибирске компанией Брусника. Сибакадемстрой заключена первая ипотечная сделка по счетам эскроу.
В 2018 году Брусника. Сибакадемстрой ввела пять домов общей площадью 68,9 тыс. м2 — дом в микрорайоне «Европейский Берег» в Октябрьском районе, два дома в квартале «Панорама» в Кировском районе, башня в квартале «На Декабристов» в центре, дом в квартале «Дунаевский» в Калининском районе. Компания продолжает развивать четыре проекта комплексного освоения территорий в существующих локациях. Запущен пятый проект, который презентует новую для города типологию жилья — урбан-виллы на «Никитина». Сейчас Брусника. Сибакадемстрой строит в Новосибирске 11 домов общей площадью 132,9 тыс. м2.
По состоянию на 1 июля 2019 года ТОП застройщиков Новосибирской области по текущему строительству возглавил застройщик Брусника.

## История компании и наиболее значимые объекты строительства
- 1948, 14 октября — образовано предприятие п/я 53 для строительства объектов для атомной промышленности Советского Союза (в том числе для строительства Новосибирского завода химконцентратов)[14][15][16][17].
- С 1956 года предприятие п/я 53 было привлечено к строительству заводов «Химаппарат», затем «Промстальконструкция», «Химэлектромонтаж»[18].
- 1957 — Предприятие п/я 53 являлось подрядчиком на выполнение строительных работ Дома культуры имени Горького[19] в Новосибирске.
- 1958 — Геннадий Дмитриевич Лыков начал работу в «Сибакадемстрое», где последовательно прошёл все должностные ступени, от мастера до руководителя предприятием[20].
- 1959, май — создано Управление Строительства «Сибакадемстрой» для осуществления строительства Научного городка Сибирского отделения Академии наук СССР (на правах генерального подрядчика)[21].
- 1959 — создана строительная организация п/я 111[22]. Компрессорная станция завода «Экран» (на момент 2014 года — предприятие ОАО "Завод «Экран»), Красногорская подстанция и стекольный корпус завода «Экран» приняты в эксплуатацию в 1963 г., строительство данных объектов осуществлялось предприятием п/я 111[23][24][25].

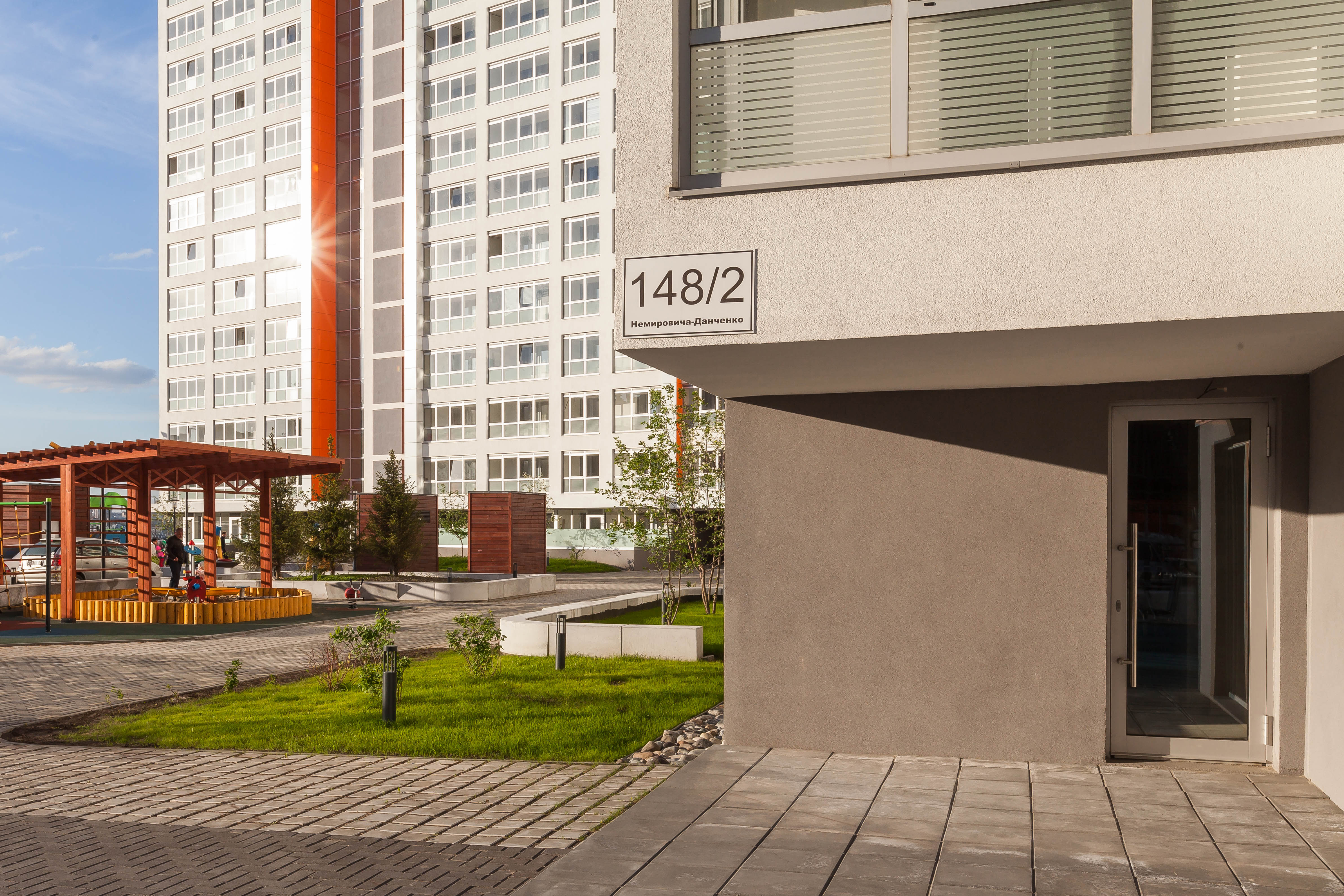
Квартал «Панорама» в Новосибирске

- 1963, февраль — в порядке перевода на предприятие п/я 111 уволен весь личный состав п/я 53[26][27].
- 1966, март — весь личный состав п/я 111 переведен в Управление строительства «Сибакадемстрой»[28][29][30].
- 1966 — СМУ-8 п/я 111 передало в эксплуатацию первую очередь здания публичной библиотеки СО АН СССР (теперь ГПНТБ).
- 1967 — СМУ-3 «Сибакадемстроя» сдало в эксплуатацию молодёжное кафе на 800 мест, расположенное по ул. Богдана Хмельницкого (впоследствии клуб «Отдых»). В кафе располагался молодёжный клуб «Современник» и впоследствии зародился знаменитый новосибирский джаз-клуб «Квадрат»[31][32].
- 1969 — СМУ-8 «Сибакадемстроя» построило и передало в эксплуатацию здание плавательного бассейна «Нептун». Годом позже, 13 апреля 1970 г., в нём прошли соревнования между пловцами ГДР и СССР[33], которые дали дополнительный импульс развитию плавания в городе[34].
- 1969 — СМУ-8 «Сибакадемстроя» построило и ввело в эксплуатацию новое здание широкоформатного кинотеатра им В. Маяковского на 1200 мест на месте бывшего кинотеатра (назывался ранее «Роскино» и «Совкино», здание существовало с 1923 года, в 1965 году было принято решение о сносе и строительстве нового кинотеатра[35]).
- 1971 — построен кинотеатр «Современник» на 600 мест. Строительство осуществлялось генеральным подрядчиком СМУ-3 «Сибакадемстрой»[36].
- 1974 — построена поликлиника в поселке Правые Чёмы СМУ-1 «Сибакадемстрой».
- 1978 — СМУ-1 «Сибакадемстрой» сдал в эксплуатацию кинотеатр «Маяк» на 600 посадочных мест, расположенный в поселке Правые Чёмы.
- 1985 — построено 23-этажное здание гостиницы «Новосибирск» на 1000 мест общей площадью 19998 м2 и ресторан на 968 посадочных мест общей площадью 7040 м2 на площади Гарина-Михайловского в Железнодорожном районе города Новосибирска. Генеральным подрядчиком строительства выступило СМУ-1 «Сибакадемстрой»[37].
- 1991 — СПАО «Сибакадемстрой» учреждено как дочернее акционерное общество на базе подведомственному бывшему 10 Главному управлению Минатомэнерго СССР строительно-промышленного акционерного общества «Прогресс» 10-11.01.1991 г. на заседании Совета строительно-промышленного акционерного общества (холдинга) «Прогресс»[38][39]. Учредителями СПАО «Сибакадемстрой» являются АО (холдинг) «Прогресс» и управление строительства «Сибакадемстрой»[40][41]. СПАО «Сибакадемстрой» зарегистрировано Решением исполкома № 734 от 09.07.1991 г.[42]Микрорайон «Европейский Берег» в Новосибирске

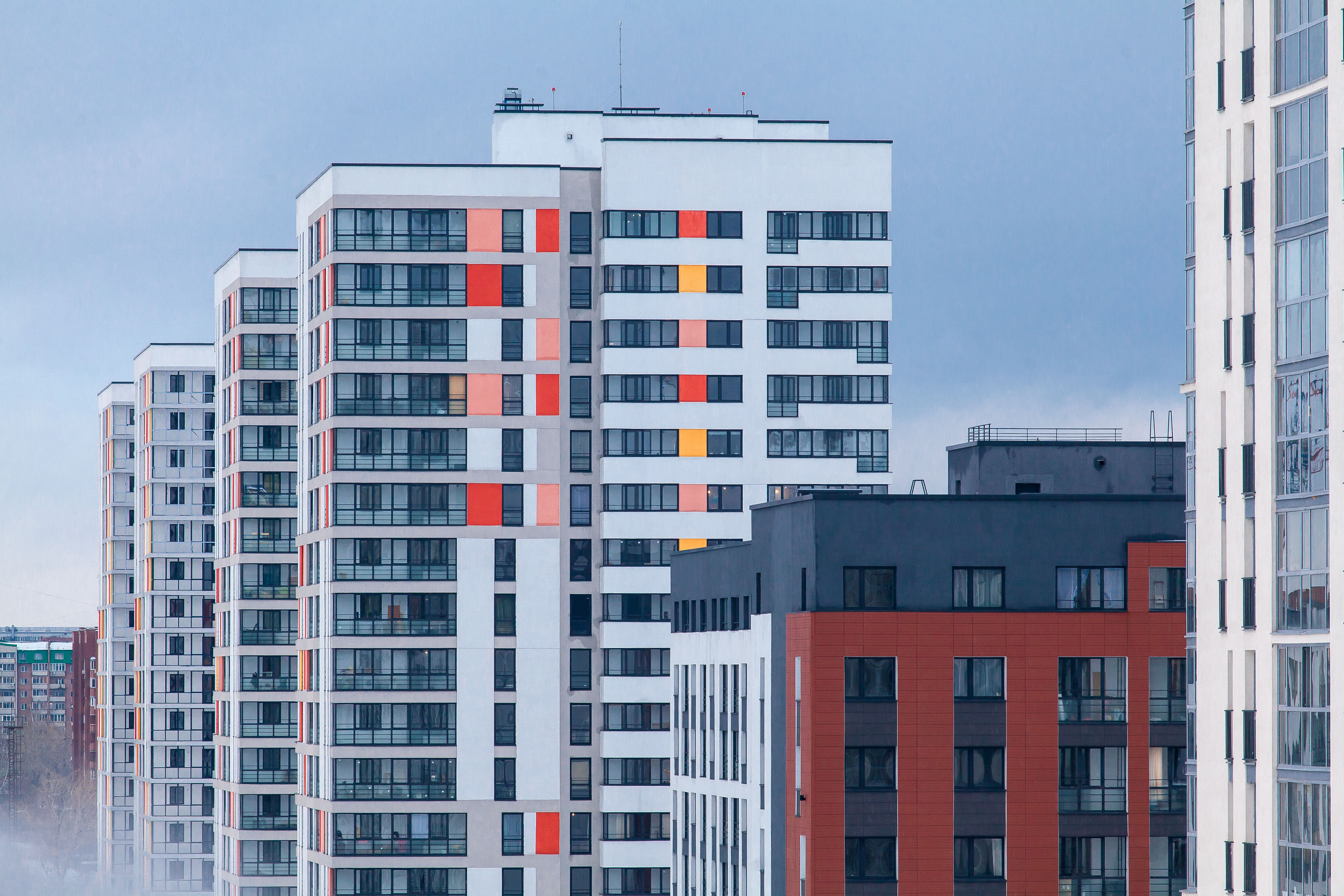
Микрорайон «Европейский Берег» в Новосибирске

- 1992 — АООТ "СПАО «Сибакадемстрой» создано путём подписания 4 ноября 1992 г. Учредительного договора о создании строительно-промышленного акционерного общества «Сибакадемстрой» (СПАО «Сибакадемстрой») открытого типа методом преобразования из закрытого типа через приватизацию. Учредительный договор заключен между Госкомимуществом РФ и работниками Строительно-промышленного акционерного общества «Сибакадемстрой» (СПАО «САС»)[43]. СП ОАО «Сибакадемстрой» зарегистрировано 30.12.1992 г. и является правопреемником закрытого акционерного общества «Управление Сибакадемстрой» (ЗАО «Управление САС») с 06.06.2006 г.
- 1992 — проведены ремонтно-реставрационные работы зоны «А» Новосибирского государственного театра оперы и балета (НГАТОиБ).
- 1999 — СПАО «Сибакадемстрой» сдал в эксплуатацию Новосибирский областной Театр кукол (административное здание, зрительный комплекс, пункт общественного питания), расположенный в Железнодорожном районе города Новосибирска[44].
- 2014 — открытие микрорайона «Европейский берег» в Новосибирске. Имеет европейскую ориентацию в строительстве и организации дворового пространства. Имеет вид одной своей стороной на Бугринский мост.
- 2015 — открытие Инженерного центра в Новосибирске для отработки технологий и повышения качества строительства.
- 2016 — Микрорайон «Европейский Берег» признан лучшим реализованным проектом комплексного освоения территорий в ежегодном градостроительном конкурсе Министерства строительства и жилищно-коммунального хозяйства Российской Федерации[45].
- 2016 — По итогам года СП ООО «Сибакадемстрой» награждена мэрией Новосибирска за комплексных подход к освоению строительных площадок и оригинальное решение благоустройства территории.
- 2017 — Сибакадемстрой готовит к сдаче в эксплуатацию 7 домов на 1200 квартир. Это 60 000 квадратных метров нового жилья. Компания работает над четырьмя проектами в Новосибирске: микрорайоном «Европейский Берег», кварталами «Панорама», «Дунаевский» и «На Декабристов».
- 2017 — Главным архитектором СП ООО Сибакадемстрой становится голландский архитектор Барт Годхоорн[46].
- 2017 — В августе 2017 года в составе Брусники компания Сибакадемстрой вошла в десятку крупнейших застройщиков по объёмам ввода жилья[47].
- 2018 — Брусника. Сибакадемстрой начала строить в Новосибирске квартал с урбан-виллами на «Никитина». Это новый для города формат жилья. Проект реализуется в рамках программы развития застроенных территорий и реновации городской среды. Рассчитан до 2023 года[48].
- 2019 — В июле 2019 года Брусника. Сибакадемстрой возглавила десятку крупнейших застройщиков по объёмам текущего строительства[13]. Объём текущего строительства составил 167 938 м2 жилья, доля на рынке региона 4,38 %.